# Sebastian May
Sebastian May (Arnstadt, 6 d'octubre de 1988) va ser un ciclista alemany, professional del 2007 al 2009. Un cop retirat passà a dirigir el Thüringer Energie Team, l'equip on havia militat.

## Palmarès
- 2009
  - 1r al Mainfranken-Tour i vencedor d'una etapa